# Embryophyta asiphonogama
Las embriofitas asifonógamas son, según el sistema de clasificación de las plantas de Engler, una División del Reino Plantae que comprende a los briofitos en sentido amplio (musgos y hepáticas) y a los pteridófitos (helechos y afines). Anteriormente, Engler (1886) llamó a este grupo Zoidogamae .
Su nombre proviene del griego: embrios: embrión; fiton: planta; a-: sin; xifos: tubo; gamos: unión sexual. Literalmente, "plantas con embrión cuya unión sexual ocurre sin tubo". El grupo debe su nombre a que los gametos masculinos nadan libremente hasta los femeninos, sin mediación del tubo haustorial o polínico como en las espermatofitas o "embriofitas sifonógamas". 
Si bien hoy se sabe que este taxón es parafilético, algunos investigadores creen que es útil por su valor didáctico. También los briofitos en su sentido amplio son parafiléticos, al igual que los pteridofitos. 
Las embriofitas asifonógamas son descendientes de las algas verdes, y de ellas se desprendió la rama de las embriofitas sifonógamas o espermatofitas, como se las llama hoy en día. Si bien Engler no nombró al nodo que las abarca, las embriofitas asifonógamas y las sifonógamas forman el clado de las embriofitas o "plantas terrestres", monofilético y muy utilizado hoy en día. 
Según análisis de morfología comparada y datos del registro fósil, las más antiguas son las briofitas sensu lato y aparecen luego las pteridophytas. Se considera que las briofitas sensu lato conservan caracteres muy parecidos a los de las primeras plantas que emergieron del agua y poblaron la superficie terrestre. Para más información sobre las embriofitas primitivas ver Embryophyta.
|  |